# Казабашана (Лука)
Казабашана је насеље у Италији у округу Лука, региону Тоскана.
Према процени из 2011. у насељу је живело 158 становника. Насеље се налази на надморској висини од 578 м.